# Watty Corbett
Walter Samuel Corbett (26 tháng 11 năm 1880 – 23 tháng 11 năm 1960), biệt danh "Watty", là một cầu thủ bóng đá nghiệp dư người Anh thi đấu tại Thế vận hội Mùa hè 1908.
Ông là thành viên của đội tuyển Anh giành huy chương vàng ở bộ môn bóng đá.
Năm 1908 ông là thành viên của đội tuyển quốc gia Anh lần đầu tiên có chuyến du đấu châu Âu, có 3 lần ra sân trong 7 ngày trước Áo, Hungary và Bohemia; cả ba trận phần thắng đều thuộc về đội tuyển Anh.